# Município de Vinton (condado de Vinton, Ohio)
O município de Vinton (em inglês: Vinton Township) é um município localizado no condado de Vinton no estado estadounidense de Ohio. No ano de 2010 tinha uma população de 548 habitantes e uma densidade populacional de 5,73 pessoas por km².

## Geografia
O município de Vinton encontra-se localizado nas coordenadas 39° 09′ 42″ N, 82° 22′ 22″ O. Segundo a Departamento do Censo dos Estados Unidos, o município tem uma superfície total de 95.59 km², da qual 95,1 km² correspondem a terra firme e (0,52 %) 0,49 km² é água.

## Demografia
Segundo o censo de 2010, tinha 548 pessoas residindo no município de Vinton. A densidade populacional era de 5,73 hab./km². Dos 548 habitantes, o município de Vinton estava composto pelo 97,81 % brancos, o 0,91 % eram amerindios e o 1,28 % eram de uma mistura de raças. Do total da população o 0,36 % eram hispanos ou latinos de qualquer raça.